# CEIBA Intercontinental
Pour les articles homonymes, voir Ceiba.
CEIBA Intercontinental est une compagnie aérienne équatoguinéenne dont le siège et le principal centre d'activités se trouvent à Malabo.
La compagnie figure sur la liste des transporteurs aériens interdits dans l'Union européenne.
Elle continue d'exploiter des vols régionaux et intérieurs.

## Histoire
En 2009, l'Agence France Presse (AFP) a rapporté que le Directeur général de CEIBA Intercontinental, Mamadou Jaye, un citoyen sénégalais d'origine gambienne, avait quitté la Guinée équatoriale avec une valise contenant 3,5 milliards de francs CFA (environ 5 millions d'euros ou 6,5 millions de dollars américains) et des pièces détachées d'avion ATR pour négocier des accords commerciaux avec la Côte d'Ivoire, la Gambie, le Ghana et le Sénégal, et pour établir un bureau ouest-africain pour CEIBA. Le rapport indiquait que Jaye n'était jamais retourné en Guinée équatoriale. Jaye a nié avoir reçu de l'argent de l'entreprise et a porté plainte contre Rodrigo Angwe, correspondant de l'Agence France Presse et de Radio France Internationale (RFI) à Malabo, qui avait publié l'article. Angwe avait utilisé un employé comme source ; celui-ci avait déclaré avoir obtenu l'information sur Internet. Après les aveux de l'employé, l'AFP et RFI ont rétracté l'article. Jaye a accusé Angwe d'avoir lui-même publié l'article sur Internet.
En 2022, la privatisation de l'entreprise a été annoncée. En 2024, la CEIBA envisageait de vendre une participation dans l'entreprise à Ethiopian Airlines après une manifestation d'intérêt officielle. La CEIBA fait partie des nombreuses entreprises publiques qui doivent être vendues dans le cadre d'un accord conclu avec le FMI en 2019.

## Destinations

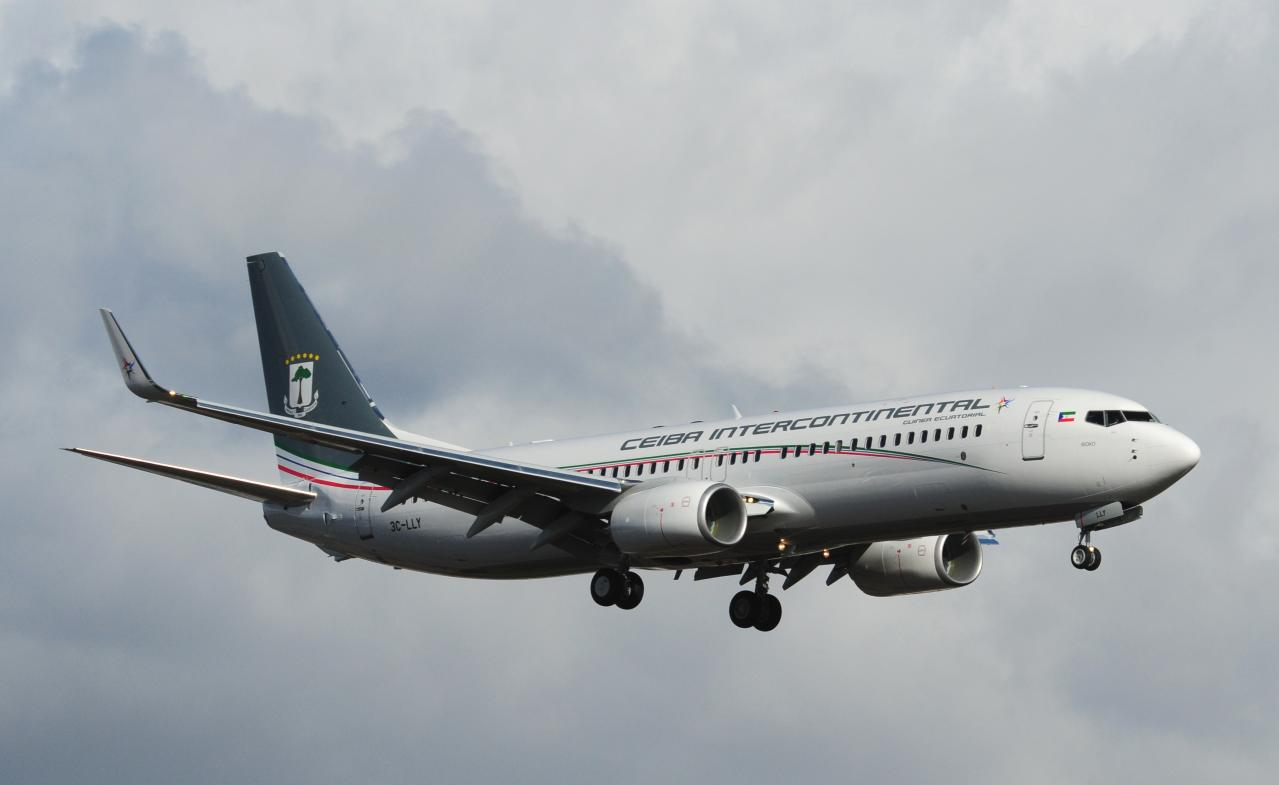
Boeing 737 de Ceiba intercontinental

Ceiba assure une grande partie des vols intérieurs en Guinée équatoriale, ainsi que des liaisons régionales avec les principales villes d'Afrique centrale

### Destinations internationales
Bénin
- Cotonou

 Togo
- Lomé[6]

## Flotte
La flotte de CEIBA Intercontinental se compose des appareils suivants au mois d'octobre 2017:
- 1 ATR 42-320F
- 1 ATR 42-500
- 2 ATR 72-500
- 2 Boeing 737-800 dont 1 opéré par White Airways[8]
- 1 Boeing 767-300ER
- 1 Boeing 777-200LR opéré par White Airways

## Accidents et incidents
CEIBA Intercontinental a connu deux accidents aériens notables impliquant des Boeing 737:
5 septembre 2015 – un Boeing 737-800, effectuant le vol 071 entre Dakar et Cotonou, est entré en collision avec une ambulance aérienne HS-125 en provenance de Ouagadougou (Burkina Faso) et à destination de Dakar (Sénégal). Le Boeing 737 a été dérouté vers Malabo où il a atterri sans encombre. L'ambulance aérienne aurait subi un incident de décompression et se serait écrasée dans l'océan Atlantique.
29 août 2024 – le même avion, désormais immatriculé en Éthiopie sous l'immatriculation ET-AWR, effectuait le vol 205 entre l'aéroport de Bata (Guinée équatoriale) et Malabo et est sorti de piste après un atterrissage sous une pluie battante. L'avion a été lourdement endommagé, mais tous les passagers et l'équipage ont pu être évacués par les toboggans de secours, sains et saufs,.